# Iglesia de San Isidro Labrador (Santiago de Chile)
La Parroquia San Isidro Labrador fue fundada el 15 de mayo de 1686 por el obispo de Santiago de Chile de aquella época, Don Diego de Umanzoro. Se construyó con adobe, aislada entre chacra y corrales.

## Historia
En el año 1754, el Marqués de Casa Real, don Francisco García Huidobro, hizo demoler el destartalado templo original y ordenó la construcción de un nuevo templo (el segundo), hecho de cal y ladrillo, con fuertes cimientos de piedra canteada. 
En 1842 se inician los trabajos de la tercera iglesia, ubicada 100 m al sur de la antigua construcción, a cargo del cura Don Blas de los Reyes, concluyéndose en 1848. Luego, en el año 1896, comienza la construcción del cuarto y actual templo, emplazado en el mismo lugar del anterior. Esta obra, del arquitecto Ignacio Cremonesi, se terminó en 1903, sin embargo, en 1906, a raíz del terremoto de ese año, el constructor Ricardo Echeverría realizó trabajos de refacción y agregó una cúpula sobre el altar mayor, la que se derrumbó el 2 de diciembre de 1921.
En el año 1977 fue declarada Monumento Histórico por Decreto n.º 933/1977 Ministerio de Educación. Hasta la fecha, este templo ha mantenido su funcionamiento como parroquia, continuando con su servicio pastoral y de evangelización en el sector.

## Antecedentes arquitectónicos

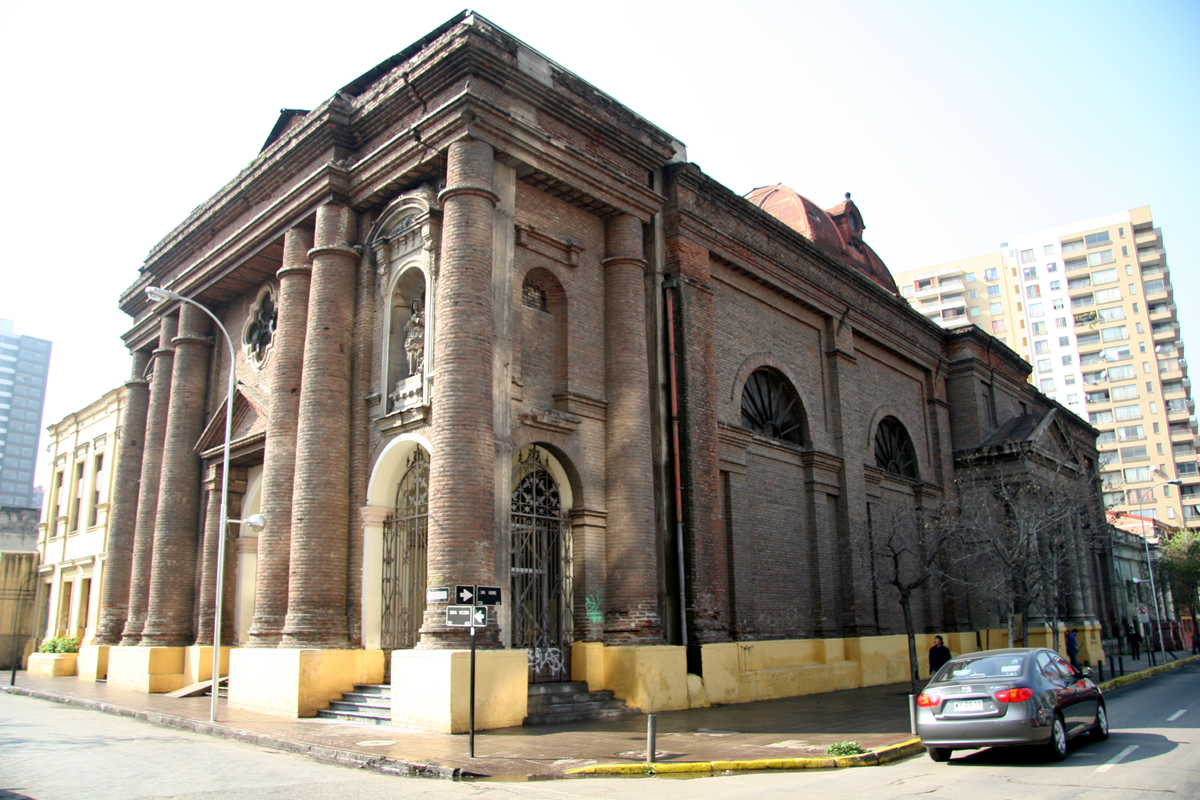
Vista desde la esquina.

Esta iglesia de planta rectangular se caracteriza por un volumen simple, sin torre, de influencia neoclásica. Con huellas romanas en sus dos altas columnas, que juntas enmarcan los tres accesos y rematan en el nártex de vanos en marcos de medio punto. Sobre su acceso lateral se encuentran dos nichos con estatuas de motivos religiosos. 
Se hace frecuente el uso de frontones en la fachada, enmarcando los accesos de una forma similar a como se realizaba en Roma, se utilizó además un rosetón en el acceso principal el cual genera un destello desde el exterior, que se percibe en la atmósfera interior de la Iglesia. 
Un frontón triangular también corona el ático en el sector del paño central, adelantándose al plano de la fachada, esto utilizando las molduras para enmarcar todos los volúmenes, uniones entre columnas y capiteles, el cual forman una proporción monumental a lo largo y alto del edificio.

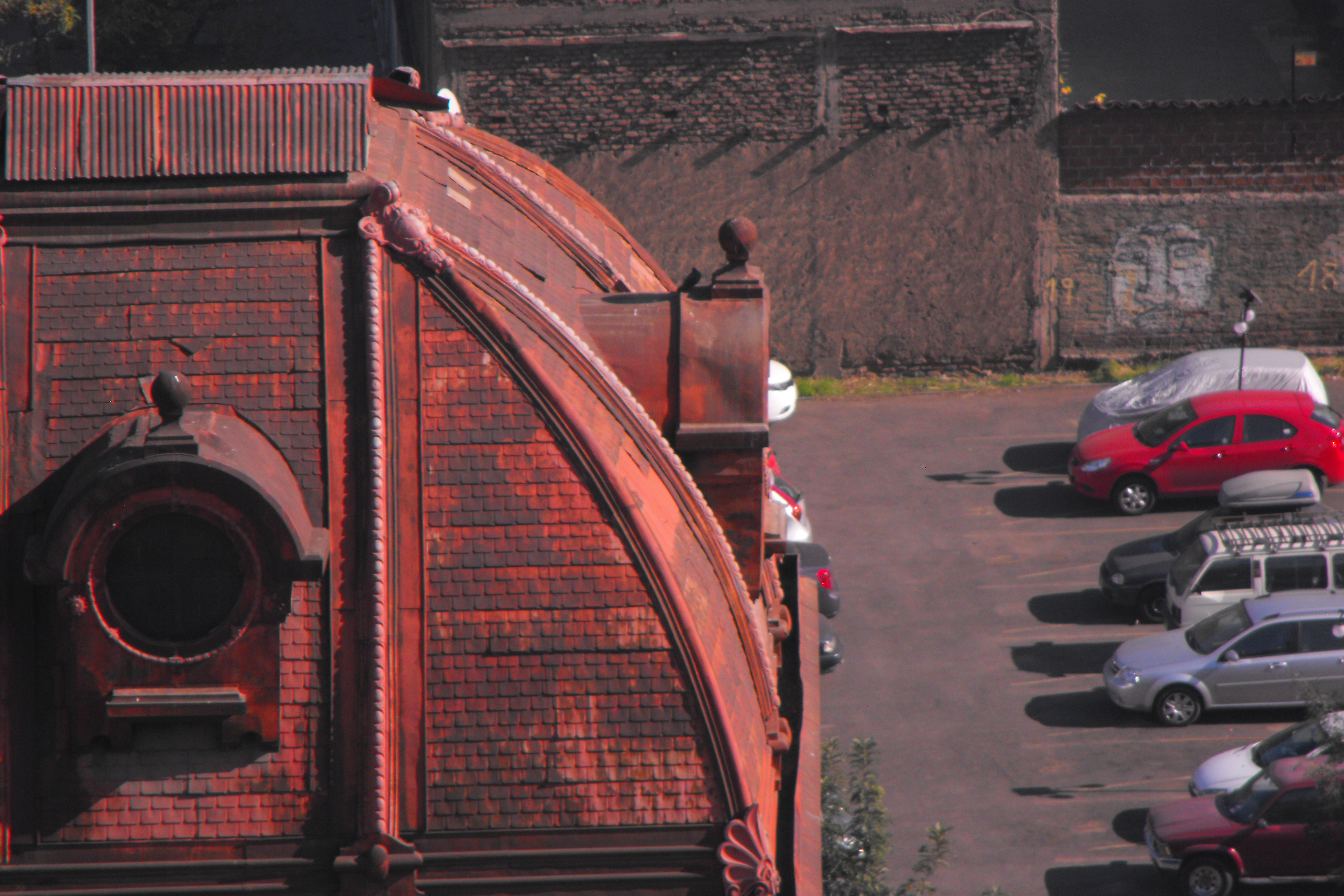
250pxCúpula central de la Iglesia San Isidro.

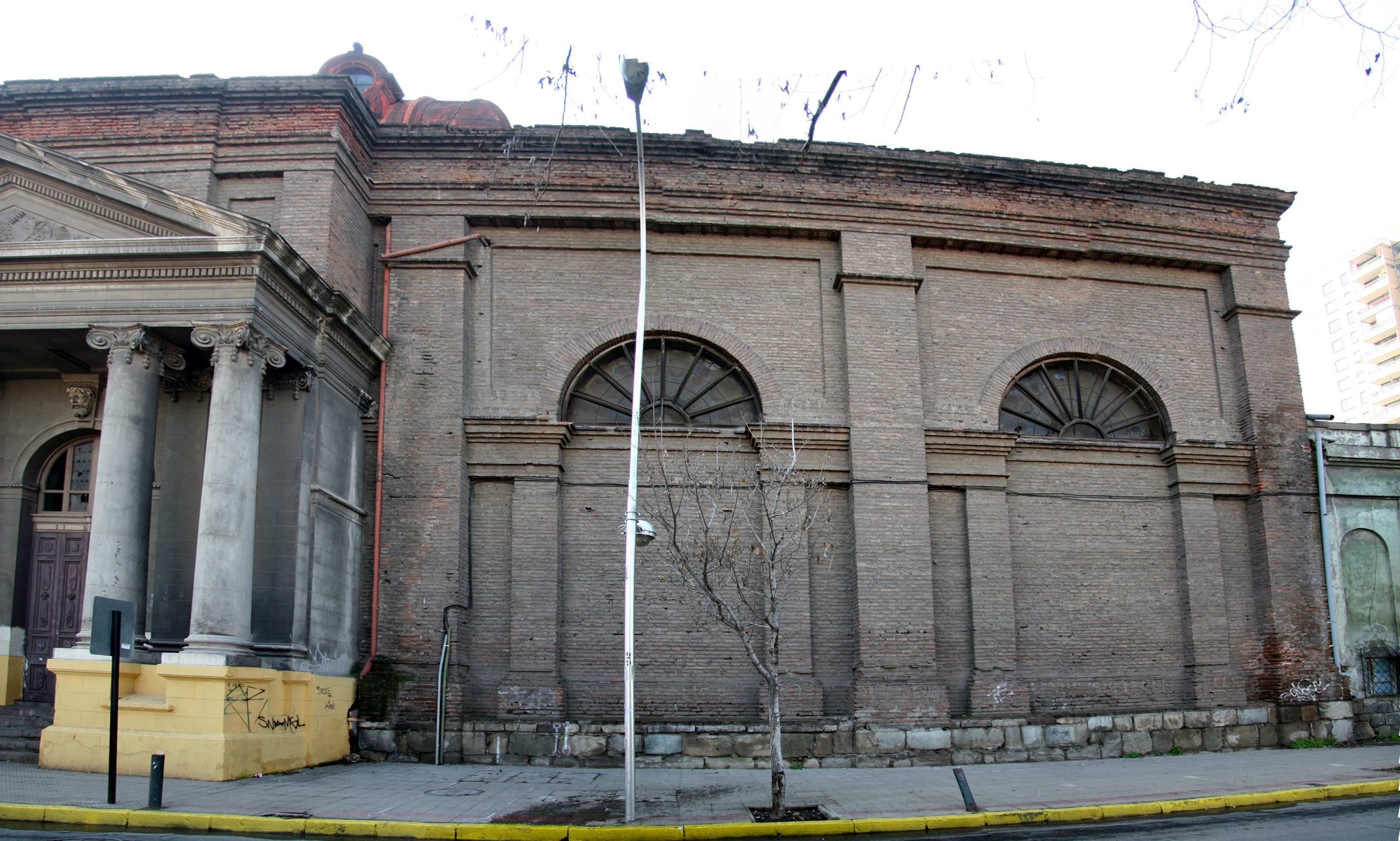
Vista del lado izquierdo de la parroquia.

El cielo de la nave central está construido por cinco cupulines de curva rebajada, que vendrían siendo los castellones utilizados por los Romanos para alivianar la estructura de la cúpula, si bien es de un carácter Neoclásico, es importante hacer notar que en la cúpula central de la Iglesia, se conforma además por 2 ventanas de estilo francés (siglo XIX), que da origen a la iluminación de las mansardas en sus edificios. Cierra el presbiterio un muro semicircular a la manera de falso ábside.
En los tímpanos que bordean la estructura, se utilizaron ventanas moldeándose al arco de medio punto, que permiten el baño de luz proveniente del Oriente y el Poniente. 
Los muros son de albañilería de ladrillo a la vista (aspecto que da particularidad a este edificio) de 1 m y de 0,80 m de ancho, cimientos y sobrecimientos de piedra semicanteada, que se transforman en los zócalos de 0,6 m de altura levantando el edificio de manera alegórica. Refuerzos de platinas metálicas en el voladizo de las cornisas y en las bovedillas del arquitrabe del entablamento. 
La cubierta es de Fe galvanizado y la armadura de la techumbre es de Roble, material que permite alivianar la estructura, concentrando las fuerzas en la descarga en los muros estructurales interiores, de 0,8 m de espesor. (Ver Planta y Corte del edificio).
La fachada principal da a una Plazoleta comunitaria del sector de Santa Victoria con Calle San Isidro, barrio que se encuentra actualmente en renovación urbana y que poco a poco se desequilibran las escalas, de lo que eran casas de uno y dos pisos a edificios de 22 pisos alrededor del monumento histórico.

## San Isidro Labrador
Isidro de Merlo y Quintana, patrono de la parroquia, nació en Madrid alrededor del año 1081, en los momentos en que España estaba bajo el dominio de los moros. Sobre su familia, se deduce que poseían una fuerte base cristiana dado el ambiente de guerra y anticatólico que prevalecía en ese momento. Aprendió de su padre el oficio de campesino, iba teniendo fama de buen trabajador y se destacaba en la construcción de pozos y norias.
Sus características de buen cristiano, piadoso y cumplidor de las virtudes evangélicas se iban acrecentando. Era un asiduo adorador del Santísimo Sacramento, y de recibir la Eucaristía, nunca olvidaba a los pobres o de echar un puñado de semillas fuera de la tierra para que las aves del campo encontraran su alimento. Se casó con María Torribia, también Santa, llamada “De la Cabeza”, con la cual llevó un matrimonio basado en el amor y la fe mutua. No estuvieron ausentes las tentaciones y los problemas familiares, pero con el apoyo de la oración y del Señor se fueron fortaleciendo los lazos familiares. 
Fruto de su amor esponsal, nació su único hijo, varón, el cual los acompañó hasta avanzada edad de ambos. Con el  tiempo Isidro y su esposa se dedican por completo a la oración, a la Eucaristía y al cuidado de la ermita de Ntra. Sra. de la Cabeza, hasta su muerte el 15 de mayo de 1172, rodeado de su esposa, hijo, familiares y amigos. Se le atribuyen numerosas obras milagrosas, las cuales despertaron la devoción, haciéndolo beatificar en 1619 y canonizar por el Papa Gregorio XV el 22 de marzo de 1622.